# 桂林站 (成都市)
桂林站位于中华人民共和国四川省成都市成华区龙潭街道桂林社区龙青路与桂香三路交叉口东南侧地下，沿规划道路跨桂香三路东西向设置，是成都地铁8号线的地铁车站，于2024年12月19日启用。
本站因位于桂林社区而得名，规划阶段曾用名“龙潭寺西”，原拟命名“桂香三路”。

## 车站结构
桂林站为地下二层12米宽140米长岛式站台车站，长度223.8米、标准段宽度22.3米，采用单柱/双柱双跨现浇框架结构。车站西侧靠近B出口的位置设有卫生间和母婴室。
| 地面              | ·    | 出口A/B/D                                                                                         |
| 地下一层          | 站厅 | 自助购票 客服中心 无障碍卫生间 哺乳室                                                             |
| 地下二层          | ·    | \| \| \| 8号线往桂龙路（终点站） \| \| 島式 · 開左邊车门 \| \| \| \| \| \| 8号线往龙港（同乐） \| |
|                   |      | 8号线往桂龙路（终点站）                                                                           |
| 島式 · 開左邊车门 |      |                                                                                                   |
|                   |      | 8号线往龙港（同乐）                                                                               |

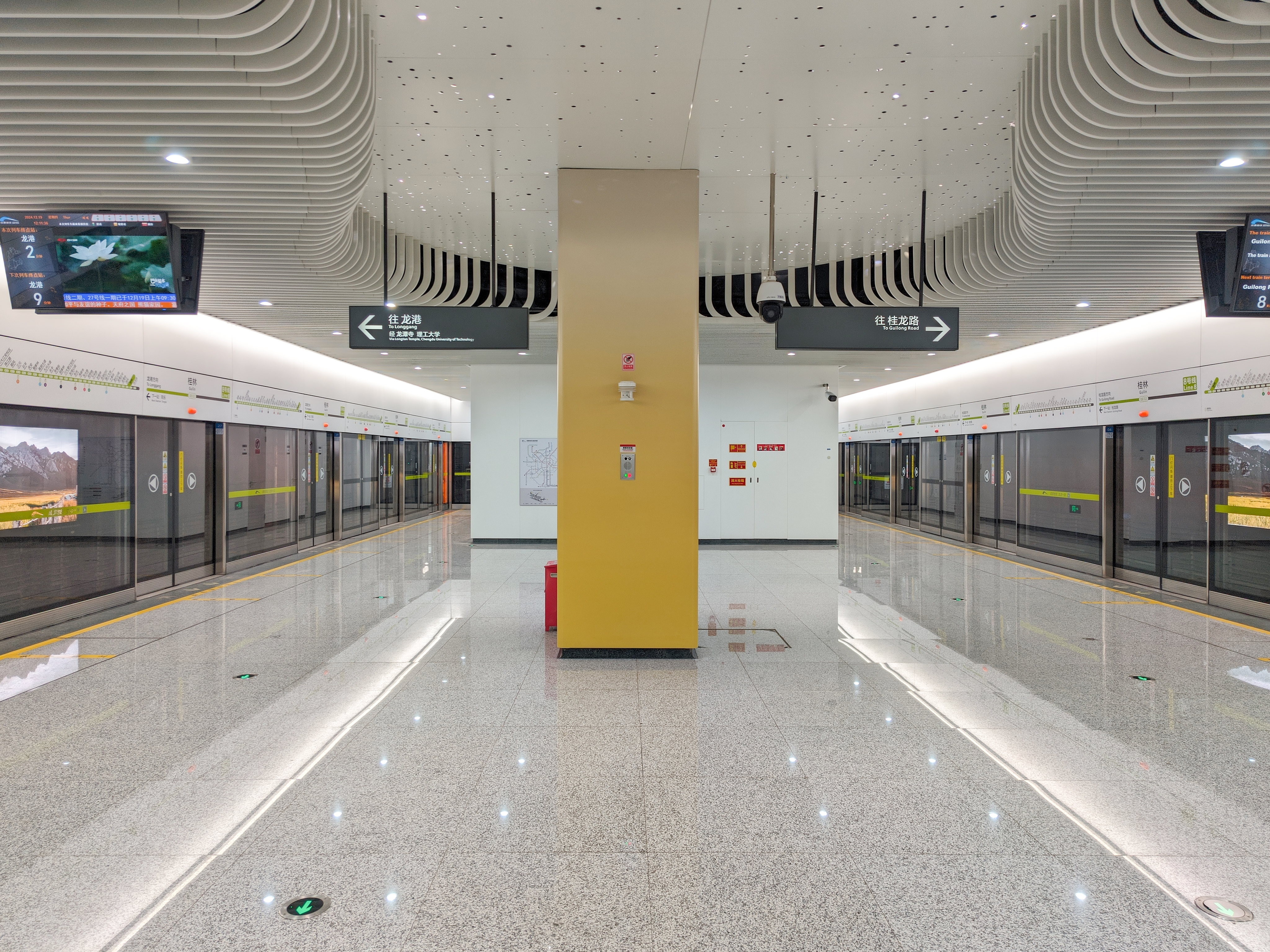
站台
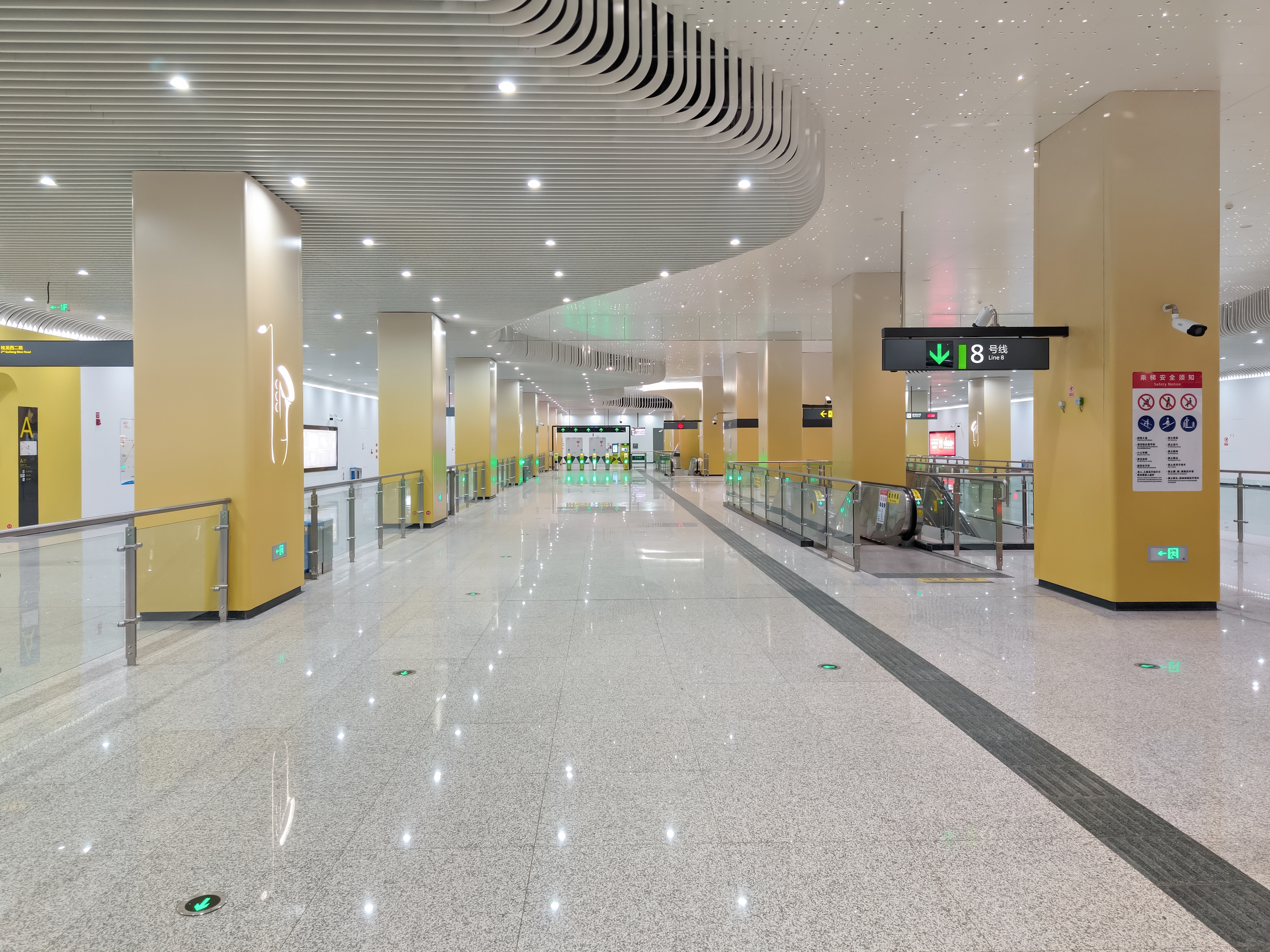
站厅
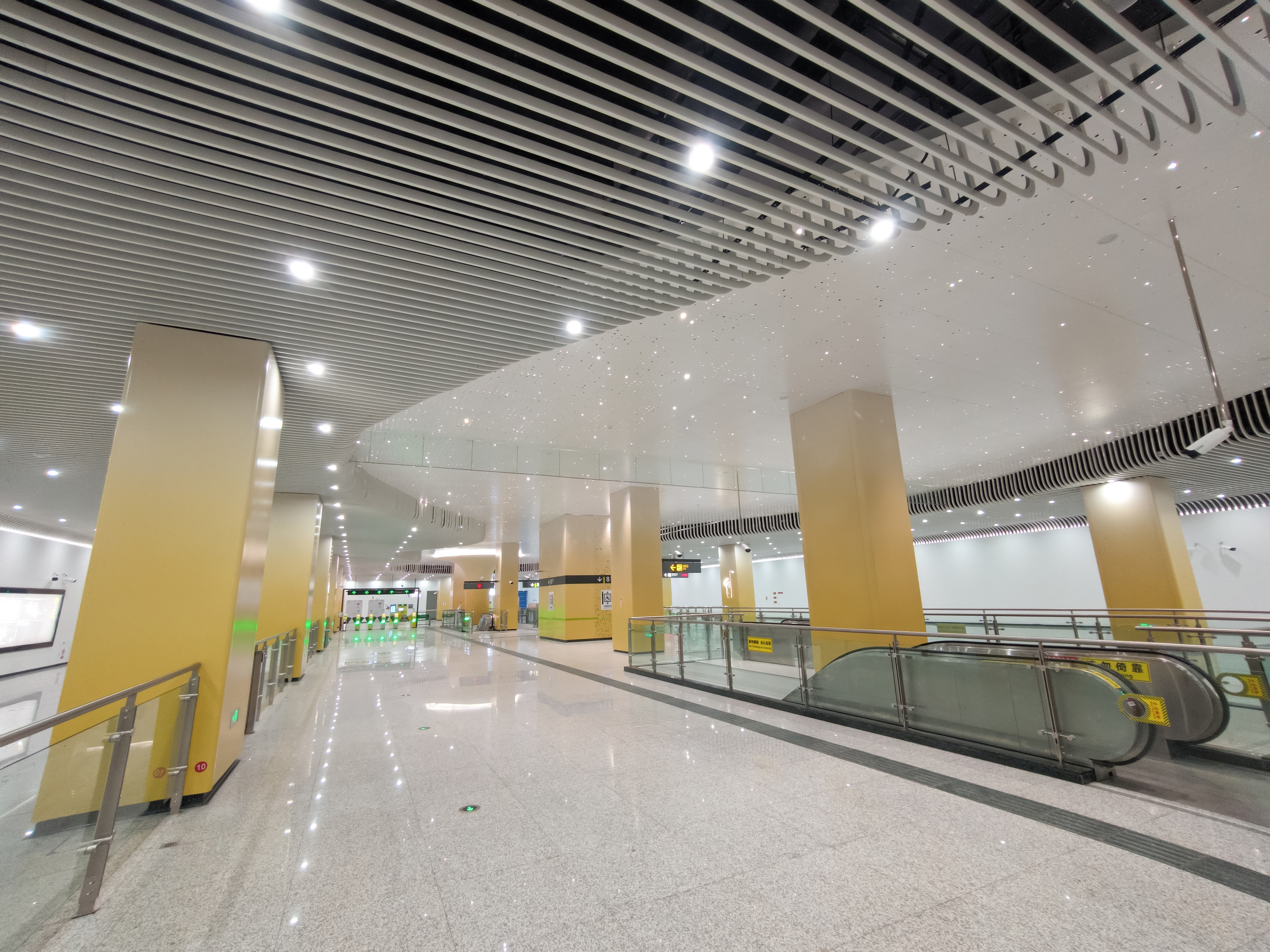
站厅

## 出入口
本站目前开放3个出入口。
|          |            |                                    |      |
| 编号     | 设施       | 指示                               | 照片 |
|          |            | 桂龙西二路                         |      |
| 出口 · B | 无障碍电梯 | 成华大道龙潭路、桂香二路、桂香三路 |      |
| 出口 · D | 无障碍电梯 | 桂龙西一路、桂香四路               |      |

## 历史
- 2020年9月16日，成都市民政局发布公示，本站拟命名为“桂香三路”。[4]
- 2020年11月30日，在收集市民意见后，成都市民政局发布公告，本站标准名称定为“桂林”。[2]
- 2022年11月25日，桂林站主体结构通过验收。[5]
- 2024年12月19日，车站启用。[1]